# 奈杰尔·法拉奇
奈傑爾·保羅·法拉奇（英語： [/ˈfærɑːʒ/]，1964年4月3日—），英國政治家，現任英國改革黨有限公司黨魁、創辦人、控股人，曾於2006至2009年以及2010至2016年間領導英國獨立黨。自1999年起長期擔任歐洲議會議員直至2020年英國脫歐，2024年代表克拉克頓選區參加大選當選國會議員。

## 生平
自1999年以來，他一直是歐洲議會東南英格蘭選區代表議員，也是歐洲自由民主黨的共同領導者。他一直支持英國退出歐盟，是英國「脫歐派」的領導人物之一。
法拉奇曾於從2006年9月至2009年11月期間出任英國獨立黨(UKIP)黨魁，2010年起再次就任此职。2015年英国大选后，他曾提出辞职，但党内未予接受。此后，2016年7月4日，法拉奇宣佈，因自己成功帶領英國人民公投脫歐已完成從政目的，辭去英國獨立黨黨魁一職。
法拉奇随后加入了2018年创立的英国脱欧党，并在2019年3月成为该党党魁。此后，因“英国完成了脱欧目的”，该党改名为改革党(Reform UK)。他并于2021年3月6日辞任该党党魁。
2024年6月3日，早前對外表示不會參加7月份大選的法拉奇出人意料地宣布，自己將以改革黨候選人的身份代表克拉克頓選區參選，是他政治生涯中第八次參選英國下議院，同時重新擔任黨魁，並在未來五年領導改革黨。2024年7月5日，法拉吉於7次落選後，終於首次當選英國國會議員。

## 言論
2020年12月21日，由于英国抗击COVID-19疫情失利，英国“取消”圣诞节，奈杰尔·法拉奇因而譴責中国，并在Twitter上与中国日报记者陈卫华陷入口角。
2024年6月21日，法拉奇在英國廣播公司電視節目中，稱俄羅斯是因為受到北約和歐盟「東擴」才入侵烏克蘭，又聲言他仰慕俄羅斯總統普京，引來保守黨及工黨抨擊。

## 個人生活
法拉吉是一位著名的菸民。